# 二宮パーキングエリア
二宮パーキングエリア（にのみやパーキングエリア）は、岡山県津山市二宮の中国自動車道上にあるパーキングエリア。

## 道路
- E2A 中国自動車道

## 施設

### 上り線（大阪方面）
- 駐車場
  - 大型 5台
  - 小型 14台
  - 二輪4台
  - 車椅子用駐車場有
- トイレ
  - 男性 大2（和式0・洋式2）・小5
  - 女性 5（和式1・洋式4）
  - 車椅子用 1
- 自動販売機（災害対応型自動販売機）

### 下り線（広島方面）
- 駐車場
  - 大型 5台
  - 小型 14台
  - 二輪 4台
  - 車椅子用 2台
- トイレ
  - 男性 大2（和式0・洋式2）・小5
  - 女性 5（和式1・洋式4）
  - 車椅子用 1
- 自動販売機（災害対応型自動販売機）

## 隣
E2A 中国自動車道
(13)津山IC/BS - (BS)津山北BS - (PA)二宮PA - (14)院庄IC/BS